# John Neely Kennedy
John Neely Kennedy (Centreville, 21 novembre 1951) è un politico statunitense, senatore per lo stato della Louisiana dal 2017 ed in precedenza Tesoriere dello stesso stato dal 2000 al 2017.

## Biografia
Nato in Mississippi, Kennedy crebbe in Louisiana e si diplomò in scienze politiche all'Università Vanderbilt e in legge all'Università della Virginia. Dal 1988 al 1991 è consigliere speciale del governatore democratico Buddy Roemer. Nel 1999 è eletto come democratico tesoriere della Louisiana con il 56% dei voti prevalendo sul repubblicano Ken Duncan. Durante il suo mandato, critica gli squilibri dei bilanci presentati sia da governatori democratici che repubblicani.
Si candida una prima volta al Senato nel 2004 come democratico, finendo terzo dopo il vincitore repubblicano David Vitter e l'altro democratico Chris John. Lo stesso anno sostiene John Kerry alle elezioni presidenziali. Nel 2007 il presidente George W. Bush e il suo consigliere Karl Rove lo spingono a cambiare partito per sfidare la senatrice democratica Mary Landrieu alle elezioni del 2008.
Si unisce quindi al Partito Repubblicano e si candida nuovamente al Senato ma è sconfitto dalla sua avversaria con il 45,8 % dei voti contro il 52,1. Nel 2015 viene largamente rieletto come tesoriere e l'anno successivo si candida per la terza volta al Senato, arrivando primo l'8 novembre 2016 nelle cosiddette primarie giungla della Louisiana a cui partecipano i candidati di tutti i partiti e che ammettono i due candidati più votati al turno di ballottaggio. Il 10 dicembre al ballottaggio viene eletto senatore con il 60,7% dei voti.